# I Want to Hold Your Hand/I Saw Her Standing There
I Want to Hold Your Hand/I Saw Her Standing There è il quarto singolo discografico della band britannica The Beatles pubblicato negli Stati Uniti d'America nel 1963.

## Tracce
Testi e musiche di John Lennon e Paul McCartney.
1. I Want to Hold Your Hand – 2:24
2. I Saw Her Standing There – 2:50